# Heves és Külső-Szolnok vármegye főispánjainak listája
A területileg kicsi Külső-Szolnok vármegye a töröktől részben megszállt, vagy fenyegetett országrészben 1569-ben (1569. évi 52. törvénycikk) egyesült Heves megyével, s ettől kezdve igazgatásilag Heves és Külső-Szolnok vármegyeként funkcionált a két „törvényesen egyesült vármegye”.
A kettős megyébe azonban beékelődött a Nagykunság és a Jászság. Utóbbiakat az 1870. évi 42. tc. megszületése után hosszú tárgyalások eredményeként igazgatási és területi szempontból több lépcsőben rendezték. A területszabályozást lezáró 1876. évi 33. törvénycikket Heves és Külső-Szolnok vármegye július 17-i közgyűlésén hirdették ki s ez volt egyúttal a kettős törvényhatóság utolsó gyűlése.
Lásd az 1569 előtti és az 1876 utáni időszak főispánjait Heves vármegye főispánjainak listája alatt!
| Név | Vármegyei főispáni időszaka                                                                  | Pozíció jellege | Megjegyzés (általa betöltött egyéb főispáni pozíciók) | Forrás |
| --- | -------------------------------------------------------------------------------------------- | --- | --- | ------ |
| Radéczi István egri püspök, királyi helytartó                                                                          | 1572. július 29. - 1586. február 4. (haláláig)                                               | örökös főispán (comes perpetuus)                                                                                        | | [ 3 ]  |
| Betöltetlen | 1586. február 4. – 1596-ig a püspöki szék betöltetlen volt.                                  | | | [ 3 ]  |
| Ungnád Kristóf, báró de Sonnegg, egri főkapitány                                                                       | 1573. (?) – 1580.?                                                                           | főkapitány-főispán | - 1565– Varasd vármegye örökös főispánja - 1576. március 27-én kinevezték horvát-szlavón bánná - Egyben Borsod vármegye főispánja | [ 3 ]  |
| Kollonich János Bertalan egri főkapitány                                                                               | 1581. (?) – 1586. (?)                                                                        | főkapitány-főispán | - Egyben Borsod vármegye főispánja | [ 3 ]  |
| Betöltetlen | 1587 (?) – 1588. augusztus 27.                                                               | | | [ 3 ]  |
| Rákóczi Zsigmond, báró felsővadászi, egri főkapitány                                                                   | 1588. augusztus 28. – 1591. (augusztus 31. (?)                                               | főkapitány-főispán | - Egyben Borsod vármegye főispánja | [ 3 ]  |
| Prépostváry Bálint egri főkapitány                                                                                     | 1591. szeptember 1. – (?)                                                                    | főkapitány-főispán | - Egyben Borsod vármegye főispánja | [ 3 ]  |
| Rákóczi Zsigmond, báró felsővadászi, egri főkapitány                                                                   | 1592. (?) – 1595. (?)                                                                        | főkapitány-főispán | - Egyben Borsod vármegye főispánja | [ 3 ]  |
| Cherődy János egri püspök                                                                                              | 1596. június 17. – 1597. január (?)                                                          | örökös főispán (comes perpetuus)                                                                                        | | [ 6 ]  |
| Rákóczi Zsigmond, báró felsővadászi, egri főkapitány                                                                   | 1597. január után - 1598. (?)                                                                | főkapitány-főispán | | [ 6 ]  |
| Nincs adat 1599 |                                                                                              | | |        |
| Szuhay István egri püspök, váci püspök, esztergomi érseki adminisztrátor, királyi kamarai prefektus                    | (1596) 1600. (április 16. (?) – 1607. július 7.                                              | örökös főispán (comes perpetuus)                                                                                        | Egri püspöki kinevezését 1598. április 16-án nyerte el Rudolf királytól, a pápai megerősítést viszont 1600. április 16-án keltezték. Talán ezért számítják örökös főispánságát is ettől az esztendőtől. Az egri végvár eleste után a vármegyei igazgatás szempontjából a (fő)kapitányok főispáni hatásköre megszűnt, az egri püspökök automatikusan visszanyerték a Verancsics-féle szerződés (1563) előtt érvényes örökös főispánságuk személyes gyakorlásának jogát. | [ 7 ]  |
| Betöltetlen | 1607. július 8. – 1615. (?)                                                                  | | | [ 7 ]  |
| Erdődy János, monyorókeréki, egri püspök                                                                               | 1616. (?) – 1624. (?)                                                                        | örökös főispán (comes perpetuus)                                                                                        | | [ 7 ]  |
| Rákóczi Pál, báró felsővadászi,                                                                                        | 1618. május 1. – 1622. (?)                                                                   | adminisztrátor | | [ 7 ]  |
| Pyber János egri püspök, esztergomi nagyprépost, királyi tanácsos                                                      | 1625. október 21. – 1633. október 20. előtt                                                  | örökös főispán (comes perpetuus)                                                                                        | | [ 7 ]  |
| Lósy Imre egri püspök                                                                                                  | 1633. október 24. – 1637. április 24.                                                        | örökös főispán (comes perpetuus)                                                                                        | | [ 7 ]  |
| Lippay György, zombori, egri püspök, királyi kancellár                                                                 | 1637. május 1. – 1642. november 19.                                                          | örökös főispán | | [ 7 ]  |
| Jakusich György, orbavai, egri püspök                                                                                  | 1642. november 21.38 – 1647. november 21. (haláláig)                                         | örökös főispán (comes perpetuus)                                                                                        | | [ 7 ]  |
| Kisdy Benedek egri püspök                                                                                              | 1648. április 18. – 1660. június 22. (haláláig)                                              | örökös főispán (comes perpetuus)                                                                                        | | [ 7 ]  |
| Pálffy Tamás, báró erdődi, egri püspök                                                                                 | 1660. augusztus 16. – 1669. szeptember 23.                                                   | örökös főispán | | [ 7 ]  |
| Szegedy Ferenc egri püspök                                                                                             | 1669. szeptember 23. – 1675. szeptember 12.                                                  | örökös főispán (comes perpetuus)                                                                                        | | [ 7 ]  |
| Bársony György, lovasberényi, egri püspök                                                                              | 1675. december 13. - 1678. január 11. (haláláig)                                             | örökös főispán | | [ 7 ]  |
| Pálffy Ferdinánd, gróf erdődi, egri püspök                                                                             | 1678. február 26. – 1680. október 31. (haláláig)                                             | örökös főispán (comes perpetuus)                                                                                        | | [ 7 ]  |
| Heves és Külső-Szolnok vármegye főispánjai (1681–)1687–1849                                                            |                                                                                              | | |        |
| Fenesy György egri püspök                                                                                              | 1686. december 16. (Beiktatása 1687. május 12-én volt.) – 1699. március 5. (haláláig)        | örökös főispán (comes perpetuus)                                                                                        | - 1685–1686 Csanádi püspök | [ 8 ]  |
| Telekesy István, telekesi és perbétei, egri püspök                                                                     | 1699. június 22.(Beiktatása 1700. augusztus 10-én volt.) – 1715. március 3. (haláláig)       | örökös főispán (comes perpetuus)                                                                                        | | [ 8 ]  |
| Csáky Imre, gróf körösszeghi és adorjáni                                                                               | 1710. június 1. (Beiktatása 1711. január 12-én volt.) – 1711 nyara                           | püspöki adminisztrátor                                                                                                  | - 1702. december 10-től nagyváradi püspök és Bihar vármegye örökös főispánja - 1710. június 1-től kalocsai érsek és Bács vármegye örökös főispánja | [ 8 ]  |
| Erdődy Gábor, gróf monyorókeréki és monoszlói                                                                          | 1713. március 24. – 1715. március 3.                                                         | coadjutor (A püspök mellé rendelt segéd.)                                                                               | | [ 8 ]  |
| Erdődy Gábor, gróf monyorókeréki és monoszlói, egri püspök                                                             | 1715. március 3. - 1744. szeptember 26. (haláláig)                                           | örökös főispán (comes perpetuus)                                                                                        | | [ 8 ]  |
| Barkóczy Ferenc, gróf szalai és tavarnai, egri püspök                                                                  | 1744. december 8. (Beiktatása 1745. június 30-án volt.) – 1761. május 15.                    | örökös főispán (comes perpetuus)                                                                                        | - 1756. november 23-tól Zemplén vármegye helyettes főispánja - 1761. május 15-től esztergomi érsek | [ 9 ]  |
| Eszterházy Károly, gróf galántai, egri püspök                                                                          | 1761. október 10. (Beiktatása 1762. június 30-án volt.) – 1785. március 18.                  | örökös főispán (comes perpetuus)                                                                                        | 1785. március 18-án függesztették fel II. József közigazgatási reformjának szellemében. | [ 9 ]  |
| II. József közigazgatási reformja: A pesti kerülethez tartozott Pest, Nógrád, Esztergom, Heves és Külső-Szolnok megye. |                                                                                              | | |        |
| Majláth József, gróf székhelyi                                                                                         | 1785. március 18. – 1787. január 25.                                                         | főispáni adminisztrátor (administrator supremi comitis)                                                                 | | [ 9 ]  |
| Almásy Pál, zsadányi és törökszentmiklósi                                                                              | 1787. január 25. – 1790. január 28.                                                          | főispáni adminisztrátor (administrator supremi comitis)                                                                 | | [ 9 ]  |
| |                                                                                              | | |        |
| Eszterházy Károly, gróf galántai, egri püspök                                                                          | 1790. február 12. − 1799. március 15. (haláláig)                                             | örökös főispán (comes perpetuus)                                                                                        | | [ 9 ]  |
| Fáy Bertalan, fáji | 1800. június 6. (Beiktatása augusztus 18-án volt.) — 1804. október 8.                        | főispáni adminisztrátor (administrator supremi comitis)                                                                 | | [ 9 ]  |
| Fuchs Xavér Ferenc egri érsek                                                                                          | 1804. június 1.(Beiktatása október 8-án volt.) – 1807. június 27.                            | örökös főispán (comes perpetuus)                                                                                        | | [ 9 ]  |
| Fischer István egri érsek                                                                                              | 1807. július 10.(Beiktatása 1808. február 16-án volt.) – 1822. július 4.                     | örökös főispán (comes perpetuus)                                                                                        | | [ 10 ] |
| Almásy József, zsadányi és törökszentmiklósi                                                                           | 1822. március 1.(Beiktatása július 29-én volt.) – 1826. november 17.                         | főispáni helytartó | | [ 10 ] |
| Pyrker János László László, felsőőri, egri érsek                                                                       | 1826. november 17. (Beiktatása 1827. szeptember 17-én volt.) – 1847. december 2.             | örökös főispán | | [ 10 ] |
| Gombos Imre, dr. gombosfalvi                                                                                           | 1837. március 31. (Beiktatása október 9-én volt.) – 1839. december ?                         | főispáni helytartó | | [ 10 ] |
| Almásy Gedeon, zsadányi és törökszentmiklósi                                                                           | 1841. szeptember 16. (Beiktatása december 14-én volt.) − 1845. augusztus 15.                 | főispáni helytartó | | [ 10 ] |
| Brezovay József | 1845. augusztus 15. (Beiktatása október 6-án volt.) – 1848. április 28.                      | főispáni helytartó | | [ 10 ] |
| 1848–1849-es forradalmi időszak                                                                                        |                                                                                              | | |        |
| Almásy Pál, ifjabb, zsadányi és törökszentmiklósi                                                                      | 1848. december 10. – 1848. december 26.                                                      | „Törvényhatósági teljhatalmú (országos) biztos”                                                                         | | [ 10 ] |
| Almásy Pál, ifjabb, zsadányi és törökszentmiklósi                                                                      | 1849. január 17. - 1849. június 18.                                                          | országos biztos | | [ 10 ] |
| Repetzky Ferenc | 1849. február 5. − 1849. május 12.                                                           | országos biztos | A belügyminiszter 1849. május 12-én szüntette meg a kormánybiztosságot. | [ 10 ] |
| Puky Miklós, bizáki | 1848. szeptember 20. – 1849. január 29.                                                      | Honvédtoborzási (újoncállítási), szállítási és élelmezési biztos                                                        | | [ 10 ] |
| Recsky András, recski és derecskéi                                                                                     | 1848. december 10. – ?                                                                       | népfelkelési biztos | | [ 11 ] |
| Németh Albert, dömötöri                                                                                                | 1849. január 16. – ?                                                                         | népfelkelési biztos | | [ 11 ] |
| Pap Pál | 1849. január 21. – ?                                                                         | népfelkelési biztos | | [ 11 ] |
| Halasy Kázmér, dévaványai                                                                                              | 1848. december 4. – 1849. július után ?                                                      | szállítási és élelmezési biztos                                                                                         | A Honvédelmi Bizottmány rendeletét december 16-án hirdették ki a vármegyében. | [ 11 ] |
| Csiky Sándor, csíkzsögödi                                                                                              | 1849. január 25. − 1849. augusztus 13. (?)                                                   | kormánybiztos | | [ 11 ] |
| Szirmay István, gróf szirmabessenyői, csemeki és tarkői                                                                | 1849. július 25. (?) − 1849. július 29                                                       | császári kormánybiztos                                                                                                  | | [ 11 ] |
| Blaskovich Gyula, ebeczki                                                                                              | 1849. május 9. – 1849. augusztus ?                                                           | főispán | Kossuth Lajos kinevezésével. | [ 11 ] |
| Az Egri császári és királyi megyehatóság 1849–1860                                                                     |                                                                                              | | |        |
| Kapy Eduárd, kapivári                                                                                                  | 1849. július 29-től                                                                          | polgári kerületi főbiztos, főispán (Districtual-Obergespan) (hadi biztos)                                               | | [ 12 ] |
| Kapy Eduárd, kapivári                                                                                                  | 1849. október 29-től                                                                         | polgári kerületi főbiztos, főispán (Districtual-Obergespan) — (Heves és Borsod megye ideiglenes biztosa)                | 1849. szeptember 25-én az Egri kerület élére Haynau Ambrózy Lajos bárót nevezte ki főbiztosnak. Más irányú elfoglaltsága miatt nem tudta ezt a feladatot ellátni, így Kapy Eduárd kapott helyettesi megbízást, majd pedig kinevezést.) | [ 12 ] |
| Kapy Eduárd, kapivári                                                                                                  | 1849. november 12-től                                                                        | polgári kerületi főbiztos, főispán (Districtual-Obergespan) — (Heves és Borsod megye polgári kerületi főbiztosa)        | | [ 12 ] |
| Kapy Eduárd, kapivári                                                                                                  | 1850. augusztus 1. – 1850. ?                                                                 | polgári kerületi főbiztos, főispán (Districtual-Obergespan) — (kerületi kormányzó főispán)                              | | [ 12 ] |
| Majthényi László, báró kesselőkői                                                                                      | 1849. szeptember 3. – 1850. január 8.                                                        | cs. és kir. kormánybiztos, megyefőnök                                                                                   | 1849. november 24-én benyújtotta lemondását Geringer császári biztosnak, de Kapy Eduárd kérésére utódja kinevezésig állomáshelyén maradt. | [ 12 ] |
| Kanyó Gábor | 1850. január 8. – 1850. január 24.                                                           | cs. és kir. kormánybiztos, megyefőnök                                                                                   | | [ 12 ] |
| Kanyó Gábor | 1850. január 8. – 1850. október 31.                                                          | Az Egri megyefönöki kerület kerületi kormánybiztosa és megyefőnök (K. u. k. Regierungs-Kommissär und Komitats-Vorstand) | „A megye három megyefőnöki kerülete saját tisztikarral bírt, az egrinek volt mégis központi szerepe, több tisztviselő külön megyei megjelöléssel csak ebben a kerületben működött.” | [ 13 ] |
| Kanyó Gábor | 1850. november 1. – 1851. március 21.                                                        | megyefőnök | | [ 14 ] |
| Sütő János | 1851. március 21. – 1853. július 3.                                                          | megyefőnök | | [ 14 ] |
| Tibolth Károly | 1853. július 3.(Hivatali helyét 1853. augusztus 16-án foglalta el.) – 1860. december 12. (?) | megyefőnök | | [ 14 ] |
| Peczely Ferenc | 1853. július 12.- 1856. január. 13.                                                          | megyehatósági biztos | | [ 14 ] |
| Forstner Károly | 1853. december 27. - 1856. június 2.                                                         | megyehatósági biztos | | [ 14 ] |
| Reymond Gusztáv | 1856. január 20. - 1856. március 2.                                                          | megyehatósági biztos | | [ 14 ] |
| Lakner Antal | 1856. március 13. - 1860. december 12. (?)                                                   | megyehatósági biztos | | [ 14 ] |
| Lederer-Tratner Károly                                                                                                 | 1856. augusztus 6. - 1857. december (?)                                                      | megyehatósági biztos | | [ 14 ] |
| John Albert | 1858 - 1858                                                                                  | megyehatósági biztos | | [ 14 ] |
| Morbiczer Gyula | 1858 - 1860. december 12. (?)                                                                | megyehatósági biztos | | [ 14 ] |
| Heves és Külső-Szolnok vármegye 1861–1867                                                                              |                                                                                              | | |        |
| Bartakovics Béla, kisapponyi, egri érsek                                                                               | 1860. december 12. (Beiktatása december 16-án volt.) – 1861. december 16.                    | örökös főispán | | [ 16 ] |
| Földváry János, bernátfalvi és földvári                                                                                | 1861. december 16. - 1867. március 31.                                                       | főispáni helytartó | | [ 16 ] |
| Heves és Külső-Szolnok vármegye 1867–1872 (–1876)                                                                      |                                                                                              | | |        |
| Szapáry Gyula, gróf muraszombati, széchyszigeti és szapári                                                             | 1867. március 31. (Beiktatása április 29-én volt.) – 1869. december 27.                      | főispáni helytartó, királyi biztos                                                                                      | | [ 18 ] |
| Bartakovics Béla, kisapponyi egri érsek                                                                                | 1869. december 27. - 1871. november 30.                                                      | főispán | | [ 18 ] |
| Kubinyi Rudolf, felsőkubinim nagyolaszi és deménfalvi                                                                  | 1871. december 18. - 1875. május 24.                                                         | főispán | | [ 18 ] |
| Kubinyi Rudolf, felsőkubini, nagyolaszi és deménfalvi                                                                  | 1871. december 28. - 1875. május 24.                                                         | főispán | | [ 19 ] |